# Chirita longgangensis
Chirita longgangensis är en tvåhjärtbladig växtart som beskrevs av Wen Tsai Wang. Chirita longgangensis ingår i släktet Chirita och familjen Gesneriaceae.

## Underarter
Arten delas in i följande underarter:
- C. l. hongyao
- C. l. longgangensis